# Астроспектроскопія

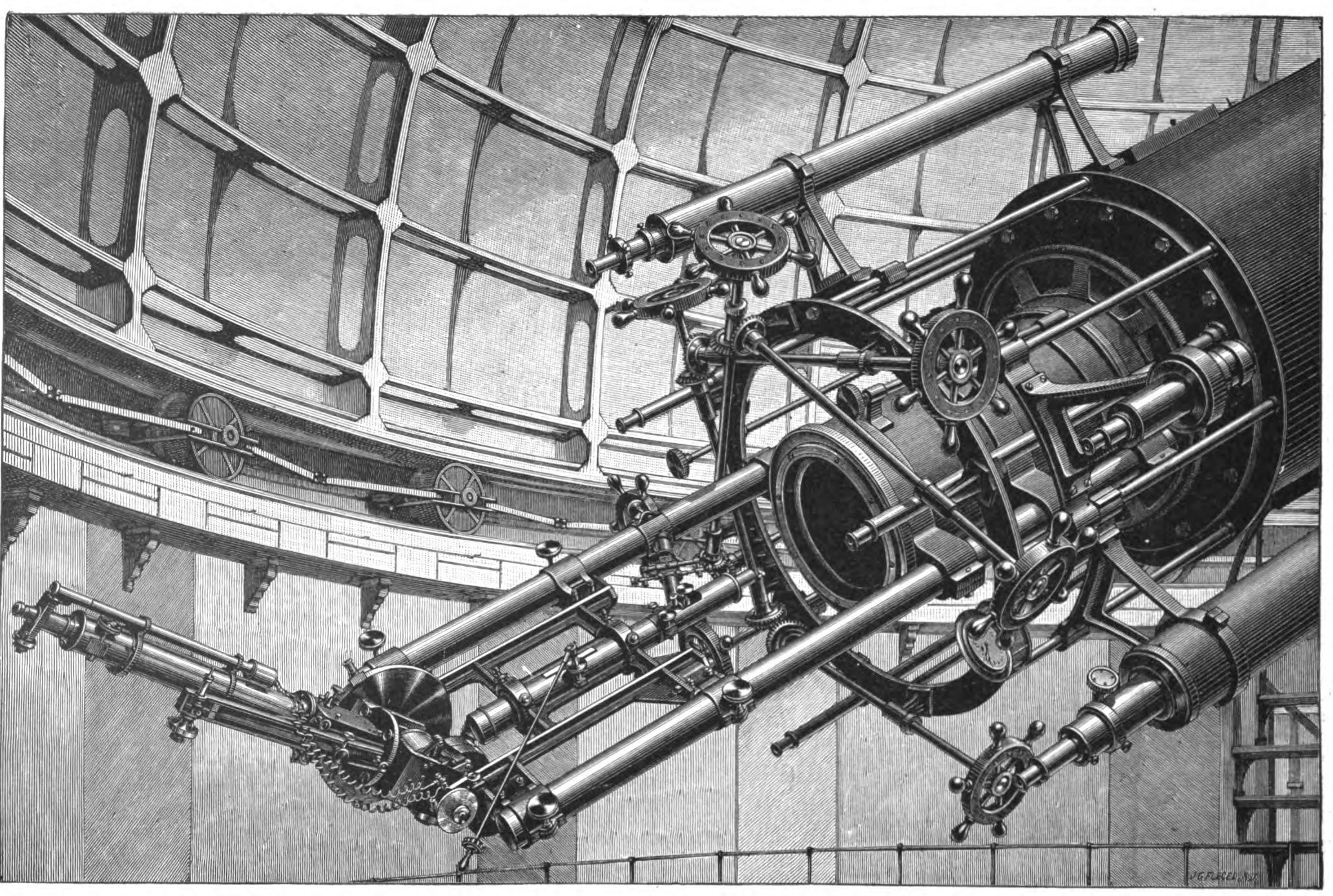
Зоряний спектроскоп Лікської обсерваторії 1898 року. Розроблений Джеймсом Кілером

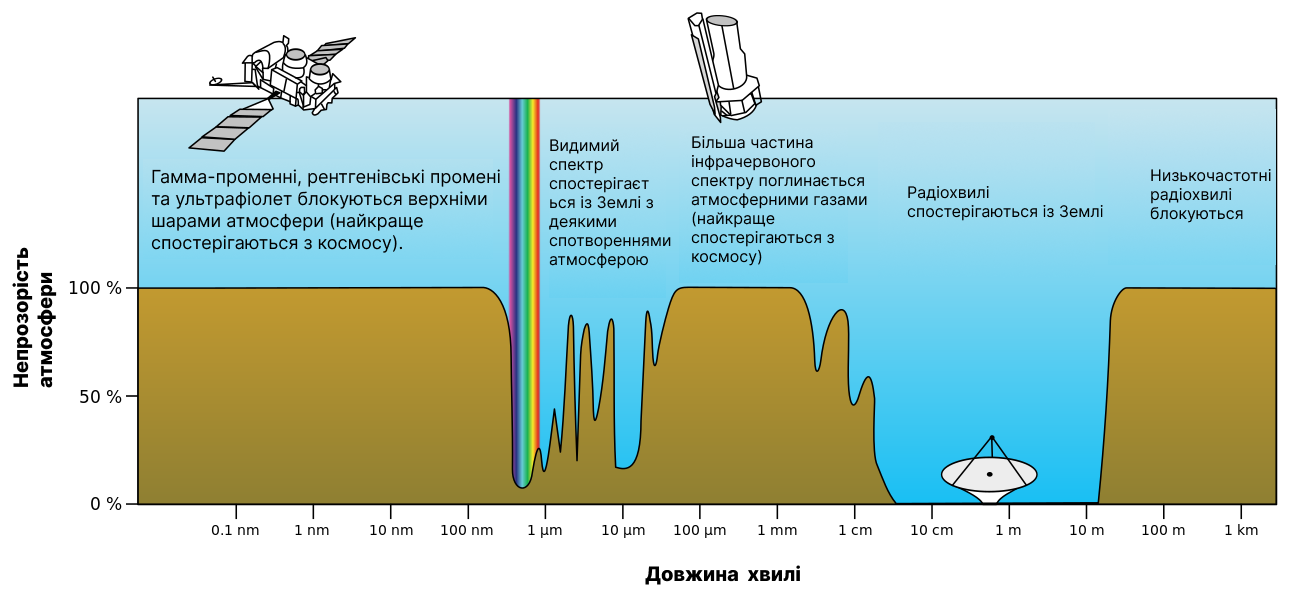
Прозорість в атмосфері Землі для різних довжин хвиль електромагнітного випромінювання

Астроспектроскопія — це розділ астрономії, який використовує методи спектроскопії для вимірювання спектра електромагнітного випромінювання, зокрема й видимого, що його випромінюють зорі та інші небесні об'єкти. Зоряний спектр може виявити багато властивостей зір, як-от їхній хімічний склад, температуру, щільність, масу, відстань, світність і відносний рух за допомогою вимірювань доплерівського зсуву. Спектроскопія також використовується для вивчення фізичних властивостей багатьох інших типів небесних об'єктів, таких як планети, туманності, галактики та активні ядра галактик.

## Історія
Астрономічна спектроскопія використовується для вимірювання трьох основних смуг випромінювання: спектра видимого випромінювання, радіо- і рентгенівського випромінювання. У той час як уся спектроскопія розглядає конкретні області спектра, для отримання сигналу залежно від частоти потрібні різні методи. Озон (O3) і молекулярний кисень (O2) поглинають світло з довжинами хвиль до 300 нм, що означає, що для рентгенівської та ультрафіолетової спектроскопії потрібне використання супутникового телескопа або детекторів, встановлених на ракеті. Радіосигнали випромінюються на набагато довших хвилях, ніж оптичні сигнали, і вимагають використання антен або радіоприймачів. Інфрачервоне випромінювання поглинається атмосферною водою і вуглекислим газом, тому, хоча обладнання аналогічне тому, що використовується в оптичній спектроскопії, супутники зобов'язані реєструвати більшу частину інфрачервоного спектра.

### Оптична спектроскопія

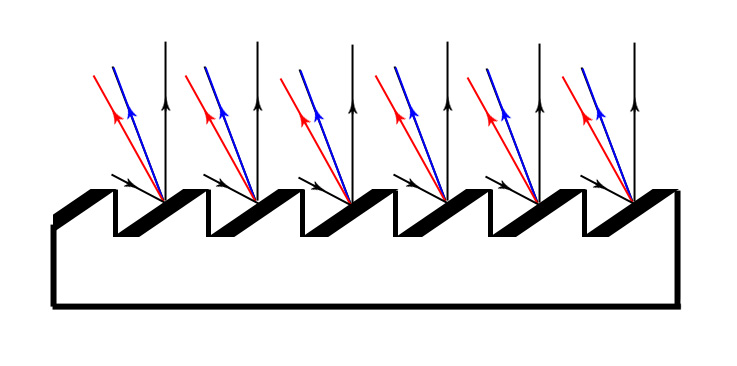
Світло, що падає, відбивається під тим самим кутом (чорні лінії), але невелика частина світла заломлюється (червоні та сині лінії)

Фізики вивчали сонячний спектр відтоді, як Ісаак Ньютон уперше використав просту призму для спостереження властивостей світла під час заломлення. На початку 1800-х років Йозеф фон Фраунгофер використав свою майстерність як виробника скла для створення дуже чистих призм, що дало йому змогу спостерігати 574 темні лінії в удаваному безперервному спектрі. Незабаром після цього він об'єднав телескоп і призму, щоб спостерігати спектр Венери, Місяця, Марса і різних зір, таких як Бетельгейзе; його компанія продовжувала виготовляти та продавати високоякісні заломлюючі телескопи, засновані на його оригінальних розробках, до його закриття в 1884 році. Значний внесок у розвиток спектроскопії зірок зробили на рубежі XIX-XX ст. співробітники Гарвардської обсерваторії.
Роздільна здатність призми обмежена її розмірами; більша призма забезпечить більш детальний спектр, але збільшення маси робить її непридатною для високоточних спостережень. Цю проблему було розв'язано на початку 1900-х років із розробкою Дж. Пласкеттом, який працював у Доміньйонській обсерваторії в Оттаві, Канада, високоякісних відбивних решіток: світло, що падає на дзеркало, відбивається під тим самим кутом, проте невелика частина світла буде заломлюватися під іншим кутом; це залежить від показників заломлення матеріалів і довжини хвилі світла. Створюючи "заломлюючу" решітку, яка використовує велику кількість паралельних дзеркал, невелика частина світла може бути сфокусована і візуалізована. Ці нові спектроскопи давали більш деталізоване зображення, ніж призма, вимагали менше світла і могли бути сфокусовані на певній області спектра шляхом нахилу решітки.
Обмеженням на заломлюючу решітку є ширина дзеркал, які можна заточити тільки до тієї величини, як втрачатиметься фокус; максимум становить близько 1000 рядків/мм. Щоб подолати це обмеження, було розроблено голографічні решітки. В об'ємно-фазових голографічних решітках використовується тонка плівка дихромованого желатину на скляній поверхні, яка згодом піддається впливу інтерференції хвиль, створюваної інтерферометром. Ця хвильова картина створює картину віддзеркалення, схожу на заломлювальну решітку, але з використанням умови Брегга — Вульфа, тобто процесу, в якому кут віддзеркалення залежить від розташування атомів у желатині. Голографічні решітки можуть мати до 6000 ліній/мм і можуть удвічі ефективніше збирати світло, ніж заломлювальні решітки. Оскільки вони запечатані між двома листами скла, голографічні решітки дуже універсальні, потенційно можуть працювати десятиліття до необхідності заміни.
Світло, розсіяне решіткою або призмою в спектрографі, може бути зареєстроване детектором. Історично фотографічні пластини широко використовували для запису спектрів, поки не було розроблено електронні детектори, і сьогодні в оптичних спектрографах найчастіше використовують прилади із зарядовим зв'язком (ПЗЗ). Шкала довжин хвиль спектра може бути відкалібрована шляхом спостереження спектра ліній випромінювання відомої довжини хвилі від газорозрядної лампи. Шкала потоку спектра може бути відкалібрована як функція довжини хвилі шляхом порівняння зі спостереженням стандартної зорі з поправками на атмосферне поглинання світла; цей процес відомий як спектрофотометрія.

### Радіоспектроскопія
Радіоастрономія була заснована роботами Карла Янського на початку 1930-х років, коли він працював у Лабораторії Белла. Він побудував радіоантену для пошуку потенційних джерел перешкод для трансатлантичних радіопередач. Одне з виявлених джерел шуму прийшло не з Землі, а з центру Чумацького шляху в сузір'ї Стрільця. У 1942 році Дж. С. Гей виявив радіочастоту Сонця за допомогою військових радіолокаційних приймачів. Радіоспектроскопія почалася з відкриття 21-сантиметрової лінії H I у 1951 році.

#### Радіоінтерферометрія
Радіоінтерферометрія була вперше введена в експлуатацію 1946 року, коли Джозеф Лейд Позі, Рубі Пейн-Скотт і Ліндсей МакКріді використовували єдину антену на морській кручі для спостереження сонячного випромінювання на частоті 200 МГц. Два падаючих промені, один прямо від сонця, а інший відбитий від поверхні моря, створювали необхідні перешкоди. Перший багатоприймальний інтерферометр був побудований того ж року Мартіном Райлом і Вонбергом. У 1960 році Райл і Ентоні Г'юїш опублікували методику апертурного синтезу для аналізу даних інтерферометра. Процес синтезу діафрагми, який включає автокореляцію і дискретне перетворення Фур'є вхідного сигналу, відновлює як просторову, так і частотну зміну потоку. Результатом є тривимірне зображення, третьою віссю якого є частота. За цю роботу Райл і Г'юїш були спільно нагороджені Нобелівською премією з фізики 1974 року.

## Зорі та їх властивості

### Хімічні властивості
Ньютон використовував призму для поділу білого світла на кольори, а високоякісні призми Фраунгофера дали змогу 
вченим побачити темні лінії невідомого походження. У 1850-х роках Густав Кірхгоф і Роберт Бунзен описали явища, що стоять за цими темними лініями. Гарячі тверді об'єкти виробляють світло з безперервним спектром, гарячі гази випромінюють світло на певних довжинах хвиль, а гарячі тверді об'єкти, оточені холоднішими газами, демонструють майже безперервний спектр із темними лініями, що відповідають лініям випромінювання газів. Порівнюючи лінії поглинання Сонця зі спектрами випромінювання відомих газів, можна визначити хімічний склад зір.
| Позначення | Елемент або з'єднання | Довжина хвилі (нм) | Позначення | Елемент | Довжина хвилі (нм) |
| y          | O2                    | 8987,65            | c          | Fe      | 4957,61            |
| Z          | O2                    | 8226,96            | F          | Hβ      | 4861,34            |
| A          | O2                    | 7593,70            | d          | Fe      | 4668,14            |
| B          | O2                    | 6867,19            | e          | Fe      | 4383,55            |
| C          | Hα                    | 6562,81            | G'         | Hγ      | 4340,47            |
| a          | O2                    | 6276,61            | G          | Fe      | 4307,90            |
| D1         | Na                    | 5895,92            | G          | Ca      | 4307,74            |
| D2         | Na                    | 5889,95            | h          | Hδ      | 4101,75            |
| D3 или d   | He                    | 5875,618           | H          | Ca II   | 3968,47            |
| e          | Hg                    | 5460,73            | K          | Ca II   | 3933,68            |
| E2         | Fe                    | 5270,39            | L          | Fe      | 3820,44            |
| b1         | Mg                    | 5183,62            | N          | Fe      | 3581,21            |
| b2         | Mg                    | 5172,70            | P          | Ti II   | 3361,12            |
| b3         | Fe                    | 5168,91            | T          | Fe      | 3021,08            |
| b4         | Fe                    | 5167,51            | t          | Ni      | 2994,44            |
| b4         | Mg                    | 5167,33            |            |         |                    |

Не всі елементи на Сонці були негайно ідентифіковані. Два приклади перераховані нижче.
- У 1868 році Норман Лок'єр і П'єр Жансен незалежно один від одного спостерігали лінію поруч із дублетом натрію (D1 і D2), яку Лок'єр визначив як новий елемент. Він назвав його Гелієм, але тільки 1895 року цей елемент був знайдений на Землі[17].
- У 1869 році астрономи Чарльз Огастес Янг і Вільям Харкнесс[en] незалежно один від одного спостерігали нову зелену лінію випромінювання в сонячній короні під час затемнення. Цей "новий" елемент був неправильно названий коронієм, оскільки він був знайдений тільки в короні. Лише в 1930-х роках Вальтер Гротріан[en] і Бенгт Едлен[en] виявили, що спектральна лінія на довжині хвилі 530,3 нм обумовлена сильно іонізованим залізом (Fe13+)[18]. Інші незвичайні лінії в корональному спектрі також викликані сильно іонізованими елементами, такими як нікель і кальцій, причому висока іонізація обумовлена екстремальною температурою сонячної корони[19].

На сьогодні для Сонця було перераховано понад 20 000 ліній поглинання в діапазоні між 293,5 і 877,0 нм, але тільки приблизно 75 % цих ліній були пов'язані з поглинанням елементами.
Аналізуючи ширину кожної спектральної лінії в спектрі випромінювання, можна визначити як елементи, присутні в зорі, так і їхній відносний вміст. Використовуючи цю інформацію, зорі можна розділити на зоряні популяції; Зорі популяції I є наймолодшими зорями та мають найвищий вміст металів (наше Сонце належить саме до цього типу), тоді як зорі популяції III є найстарішими зорями з дуже низьким вмістом металів.

Криві випромінювання абсолютно чорного тіла для різних температур

### Температура та розмір
У 1860 році Густав Кірхгоф запропонував ідею абсолютно чорного тіла, матеріалу, що випромінює електромагнітне випромінювання на всіх довжинах хвиль. У 1894 році Вільгельм Він отримав вираз, що пов'язує температуру (T) чорного тіла з його піковою довжиною хвилі випромінювання (λmax):
{\displaystyle \lambda _{\text{max}}T=b}
b - коефіцієнт пропорційності, яка називається постійною зміщення Віна, що дорівнює 2,897771955...×10−3 нм•К. Це рівняння називається законом зміщення Віна. Вимірюючи пікову довжину хвилі зорі, можна визначити поверхневу температуру зорі. Наприклад, якщо довжина хвилі піка випромінювання зорі становить 502 нм, відповідна температура буде 5778 К.
Світність зорі є мірою виділення енергії випромінювання за певний проміжок часу. Світність (L) може бути пов'язана з температурою (T) зорі таким співвідношенням:
{\displaystyle L=4\pi R^{2}\sigma T^{4}}
де R - радіус зорі, а σ - постійна Стефана - Больцмана зі значенням: {\displaystyle \sigma =5{,}670367(13)\times 10^{-8}} Вт•м−2•К−4.Таким чином, коли світність і температура відомі (за допомогою прямого вимірювання і розрахунку), можна визначити радіус зорі.